# Mimulicalyx rosulatus
Mimulicalyx rosulatus är en gyckelblomsväxtart som beskrevs av Tsoong. Mimulicalyx rosulatus ingår i släktet Mimulicalyx och familjen gyckelblomsväxter. Inga underarter finns listade i Catalogue of Life.